# Christian Hellberg
Sven Christian Hellberg, född 12 oktober 1972 i Fjällbacka kyrkobokföringsdistrikt i Göteborgs och Bohus län, är en svensk kock. Han är programledare för TV-programmet Grilla! och utsågs till Årets kock år 2001. Han kallas för "Sillen", kanske just för han har varit köksmästare i Fjällbacka. Hösten 2010 tillträdde Christian Hellberg som köksmästare på Griffins' Steakhouse Extraordinaire, på Klarabergsviadukten 67 i Stockholm.
Han har även arbetat som köksmästare på restaurang Curman, belägen i Sturebadet i Stockholm. 
Under 2011 fungerade Hellberg som ciceron i tv-programmen 4 stjärnors middag, och är också en av deltagarna i Kockarnas kamp, på TV4 hösten 2012.
Är tillsammans med Melker Andersson jury i Grillmästarna på TV4 under sommaren 2013. Har under sensommaren 2013 varit en av programledarna av programmet Sveriges skönaste gårdar som sänts på TV4.
2008 gav Christian Hellberg ut kokboken Smaker från Fjällbacka tillsammans med sin barndomsvän Camilla Läckberg. Han skrev boken Vår julmat tillsammans med Anders Dahlbom 2014 och sin första egna kokbok Alla älskar grillat 2015.